# Johannes Hallbäck
Paulus Henrik Johannes Hallbäck, född 4 augusti 1878 i Stockholm, död 7 oktober 1959 i Ronneby, var en svensk folkhögskolelärare.
Johannes Hallbäck var son till kyrkoherden Otto Valfrid Hallbäck. Efter mogenhetsexamen vid Karlskrona högre allmänna läroverk 1897 blev han student vid Lunds universitet där han 1901 avlade en filosofie kandidatexamen. Senare samma år blev han ämneslärare vid Bodens folkhögskola. Hallbäck hade tagit starka intryck av folkhögskolan i Danmark och grundtvigianismen. 1907 blev han skolans föreståndare och under hans ledning blev den snabbt en av landets större folkhögskolor med två årskurser i en praktisk-teoretisk linje. Han lät även anordna sommarkurser i vävnad, trädgårdsskötsel och studieledning. Under sina första år genomförde han aktiva värvningskampanjer för att få fler elever till skolan, men vartefter dess rykte spred sig blev tillströmningen mer än tillräcklig. Hallbäck var en ivrig förespråkare för nordiskt samarbete och företog flitiga studieresor till de övriga nordiska länderna. Han var 1922-1932 ordförande och 1932-1943 föreståndare för Norrbottens föreläsningsförbund och var 1903-1938 redaktör för folkskolans periodiska tidskrift Nordanbygd. Johannes Hallbäck var även politiskt aktiv och var 1939-1943 ordförande av Folkpartiets norrbottniska valkretsförbund. Han var även 1938-1959 ordförande i Nordiska lärares fredsförbund och Norrbottenstidningen. 1943 lämnade han sin post vid folkhögskolan.